# Bruto nationaal geluk
Bruto nationaal geluk (BNG) is een van de methoden om te proberen de levenskwaliteit op een andere manier te meten dan met het bruto nationaal inkomen of bni (voorheen bruto nationaal product of bnp).

## Over bruto nationaal geluk
Het begrip BNG komt van koning Jigme Singye Wangchuk van Bhutan, die in reactie op de kritiek op de slechte economie van zijn land in 1972 een andere maatstaf ontwikkelde. De vier pijlers van BNG zijn volgens hem:
- bevordering van billijke en duurzame sociaaleconomische ontwikkeling;
- behoud en bevordering van culturele waarden;
- behoud van het natuurlijke milieu;
- goed bestuur van ondernemingen.

Een nadeel van het BNI of BNP is dat de geschatte waarde van activiteiten zoals vrijwilligerswerk en huishoudelijke arbeid niet worden opgenomen en activiteiten die afbreuk doen aan de welvaart, zoals criminaliteit, milieuvervuiling en echtscheidingen er niet van worden afgetrokken.
Ook worden bij de berekeningen van BNI/BNP mensen en natuur niet als kapitaal beschouwd; het weglaten van menselijk en natuurlijk kapitaal in de berekeningen versterkt de neiging van management en investeerders om met tegenwind kortzichtig mensen te ontslaan, wat de veerkracht van het systeem kan aantasten.
Geluk in de zin van levensvoldoening kan worden gemeten door mensen daarnaar te vragen. Daaruit blijken significante factoren:
Positief:
- welvaart gemeten als koopkracht per hoofd van de bevolking;
- vrijheid, economisch, politiek en privaat;
- tolerantie en vertrouwen in de medemens;
- rechtshandhaving en burgerrechten.

Negatief:
- dodelijke ongevallen;
- ongelijkheid tussen man en vrouw;
- corruptie.

Sociale zekerheid heeft hier geen invloed op.

## Kritiek op BNG
Omdat BNG afhangt van een reeks van subjectieve maatstaven over welzijn en dergelijke, kunnen volgens critici overheden met BNG manipuleren ten behoeve van hun beleid. Bhutan weerlegt die kritiek door aan te geven dat BNG vooral bedoeld is om een ontwikkeling in gang te zetten naar meer welzijn in de samenleving, niet om een absolute 'objectieve' standaard voor geluk neer te zetten. Daarbij speelt de subjectieve geluksbeleving van de bevolking juist een belangrijke rol. Geluksonderzoek toont immers aan dat de subjectieve ervaring doorslaggevend is in de beleving van geluk.

## Conferenties over BNG
De eerste conferentie 'Gross National Happiness' (bruto nationaal geluk) in Bhutan in 2004 kwam tot stand met Nederlandse hulp. Nederland en Bhutan hadden sinds enkele jaren een uniek ontwikkelingsamenwerkingsverdrag gebaseerd op 'wederkerigheid'. Hoewel Nederland donorgelden leverde, had Bhutan het recht om iets terug te geven aan de donor dat vanuit hun perspectief waardevol was. Nederland had soortgelijke verdragen met Benin en Costa Rica, en deze verdragen werden door de Nederlandse stichting Ecooperatie met geld van het ministerie van Ontwikkelingssamenwerking uitgevoerd. Deze vorm van samenwerking gold als een unicum in de wereld van de internationale ontwikkelingshulp. Een van de onderwerpen waar Bhutan het 'rijke' Westen van dienst mee kon zijn, was het thema 'Gross National Happiness'. In 2001 organiseerde Ecooperatie een seminar in Nederland met genodigden uit Bhutan om dit thema - tot dusverre onbekend in Nederland - verder uit te diepen. Een van de genodigde sprekers van Nederlandse zijde was de bankier Sander Tideman, bekend met het boeddhisme en economische meetmodellen, die zijn bijdrage besloot met de woorden "GNH en GNP [Gross National Product, bni] staan niet in direct conflict met elkaar, zoals sommigen vooronderstellen. GNH is een maatstaf van een andere, hogere orde dan GNP. GNH richt zich op materieel en geestelijk geluk, terwijl GNP zich alleen op de materiële dimensie richt, daarom is een dialoog/uitwisseling tussen deze twee meetmodellen uiterst zinvol". Na afloop werd Sander Tideman door de Bhutaneze delegatie uitgenodigd om naar Bhutan te komen om het idee van een internationale uitwisseling vorm te geven. Vervolgens verzocht het Centre of Bhutan Studies aan Sander Tideman om de eerste internationale GNH-conferentie in Bhutan in 2004 te organiseren. Na deze baanbrekende conferentie, met 80 deelnemers (30 uit buitenland) volgden meerdere internationale GNH conferenties. Deze internationale uitwisseling leidde in 2012 tot het indienen van een resolutie over Happiness bij de VN, die unaniem door de leden van de VN werd aanvaard.
Het is de laatste decennia dat geluk als socio-economisch concept echt onder de Westerse politieke aandacht gebracht, onder andere door auteurs-politici als Richard Layard in het Verenigd Koninkrijk of Peter Van Rompuy in Vlaanderen. Zo nam, onder invloed van Van Rompuy, de Senaat een wetsvoorstel aan dat nieuwe graadmeters invoert voor het meten van levenskwaliteit.